# Mad Season
Mad Season foi uma banda grunge estado-unidense criada em 1994 como um projeto paralelo de integrantes de outras bandas com base em Seattle e do sub-gênero, o que a conferiu a alcunha de supergrupo grunge. Formada pelo guitarrista Mike McCready do Pearl Jam, o vocalista Layne Staley do Alice in Chains, o baterista Barrett Martin do Screaming Trees e o baixista John Baker Saunders, o grupo fazia um som diversificado a partir de uma mistura entre blues e hard rock.
Audiências alternativas receberam calorosamente o Mad Season durante sua existência. Seu único álbum de estúdio, Above, de 1995, chegou à vigésima-quarta posição na Billboard e ganhou popularidade: um dos singles para o álbum, "River of Deceit", tornou-se um sucesso das rádios e a banda teve mais de 500 mil vendas certificadas somente nos Estados Unidos. Apesar de seu sucesso, o grupo entrou em hiato em 1995. Várias tentativas de reativação foram feitas sem sucesso e o Mad Season por fim teve curta duração, terminando em 1999, com a morte de John Baker Saunders e, em 2002, de Layne Staley.

## História

### Início: The Gacy Bunch (1994)

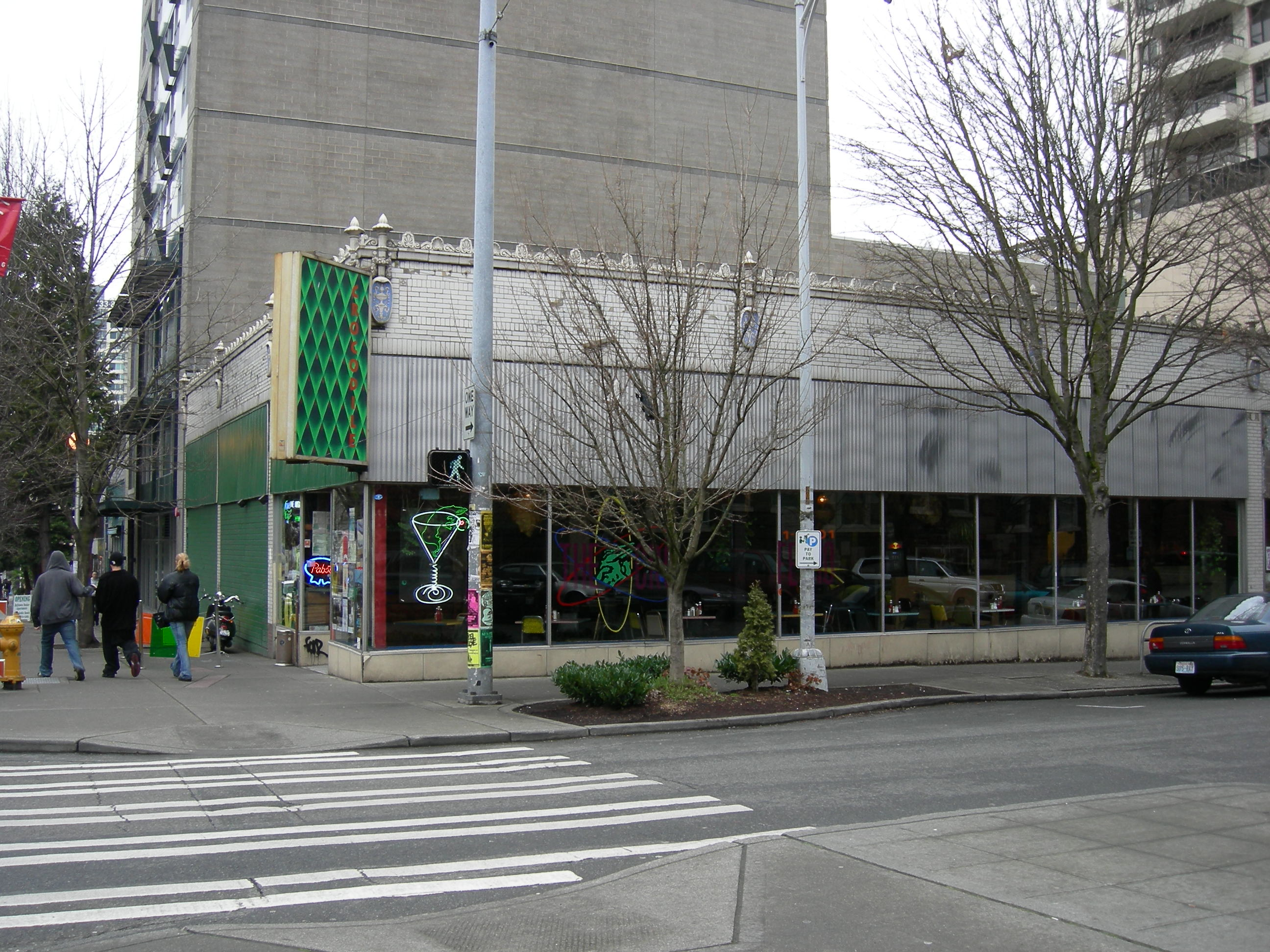
Crocodile Cafe, local do primeiro concerto do então "The Gacy Bunch".

No inverno de 1994, Mike McCready, guitarrista do Pearl Jam, se internou em uma clínica de reabilitação para problemas de bebida e drogas, em Minneapolis, Minnesota. Durante a reabilitação, ele conheceu o baixista John Baker Saunders, um músico local que já havia tocado com artistas do blues como Hubert Sumlin e Lamont Cranston Band e ligou para Layne Staley, vocalista do Alice in Chains (que na época havia quase debandado e se encontravam em hiato) e que também estava batalhando contra seu vício em drogas, a fim de tocarem juntos. Após voltar para Seattle com o baixista, McCready chamou Barrett Martin, baterista do Screaming Trees, tocar uma música que compuseram partes do que seriam "Wake Up" e "River of Deceit". Staley apareceu para ser o vocalista, completando a formação.
Apesar de terem feito jams somente três vezes, possuirem de acordo com Martin "somente começos de canções" e nem mesmo terem um nome para a banda, McCready marcou um concerto não anunciado no Crocodile Cafe em outubro de 1994, que acabou sendo um sucesso. A canção "Artificial Red", que mais tarde apareceria no álbum, na verdade surgiu durante a apresentação em uma das jams. Duas apresentações no mesmo local se seguiram, com a banda se denominando The Gacy Bunch, homenageando tanto o assassino em série brutal John Wayne Gacy quanto a série de TV dos anos 70 The Brady Bunch. O nome só seria modificado perto da gravação do primeiro disco.[carece de fontes?]

### Abovee "Turnê Mundial" (1995)

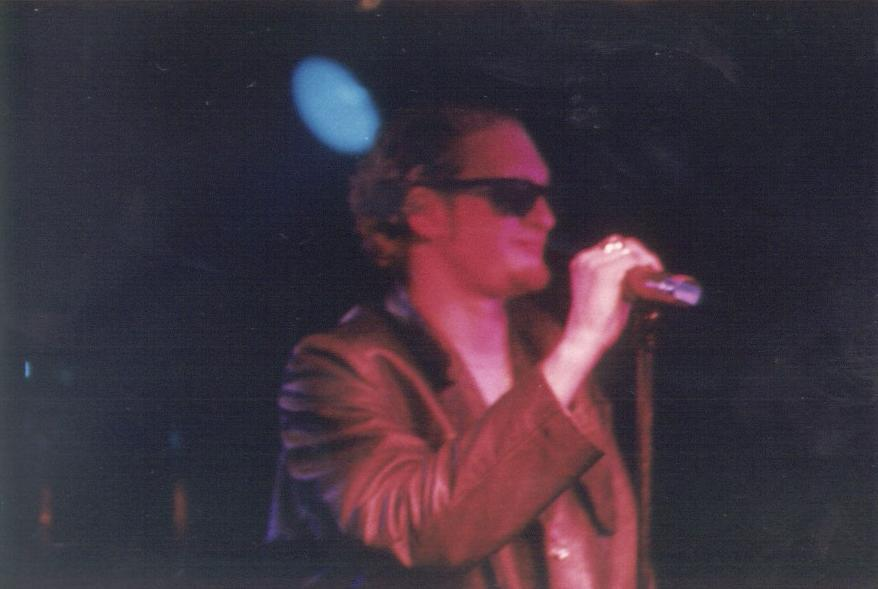
Layne Staley, vocalista do Mad Season.

Após mudar para o novo nome Mad Season, cunhado por McCready a partir de uma expressão inglesa para a época do ano em que os alucinógenos cogumelos de psilocibina estão em plena floração e que o lembrava das "estações de bebedeira e abuso de drogas" do passado, a banda entrou no Bad Animals Studio (então de propriedade de Ann e Nancy Wilson do Heart) para gravar seu primeiro disco, Above. Co-produzido pela banda e pelo engenheiro de som do Pearl Jam, Brett Eliason, e contando com as participações do vocalista do Screaming Trees Mark Lanegan nas faixas "I'm Above" e "Long Gone Day" (esta última também contendo a participação do saxofonista Nalgas Sin Carne),[carece de fontes?] o álbum foi terminado dez dias depois, contendo dez canções. O grupo deu duas prévias do álbum, com um concerto no RKCNDY em 31 de dezembro de 1994 tocando todas as músicas gravadas exceto "Long Gone Day" e "X-Ray Mind", e em 8 de janeiro de 1995, em uma aparição na transmissão mundial da Self-Pollution Radio do Pearl Jam, tocando "Lifeless Dead" e "I Don't Know Anything", e ganhando maior notoriedade. Seguindo lançamento em 14 de março de 1995, o disco foi sucesso de crítica e público, gerando os singles "River Of Deceit" e "I Don't Know Anything". Above recebeu disco de ouro em 14 de junho de 1995.
A banda realizou uma pequena série de três concertos em Seattle, batizada de "turnê mundial", antes de seus membros retornarem para as suas bandas principais, deixando o grupo em hiato. Nesta época, a banda lançou Live at the Moore consistindo de uma performance ao vivo do grupo no Moore Theatre em Seattle em 29 de abril de 1995.[carece de fontes?] Em outubro do mesmo ano, a banda contribuiu com uma releitura de "I Don't Wanna Be A Soldier" de John Lennon para a coletânea tributo Working Class Hero: A Tribute to John Lennon. Em 1996, uma versão ao vivo de "River of Deceit" surgiu na compilação Bite Back: Live At Crocodile Cafe, mas a banda continuou dormente e John Baker Saunders passou a tocar como membro substituto no The Walkabouts.

### Disinformation: Hiato, Boatos e Fim (1996 - 1999)

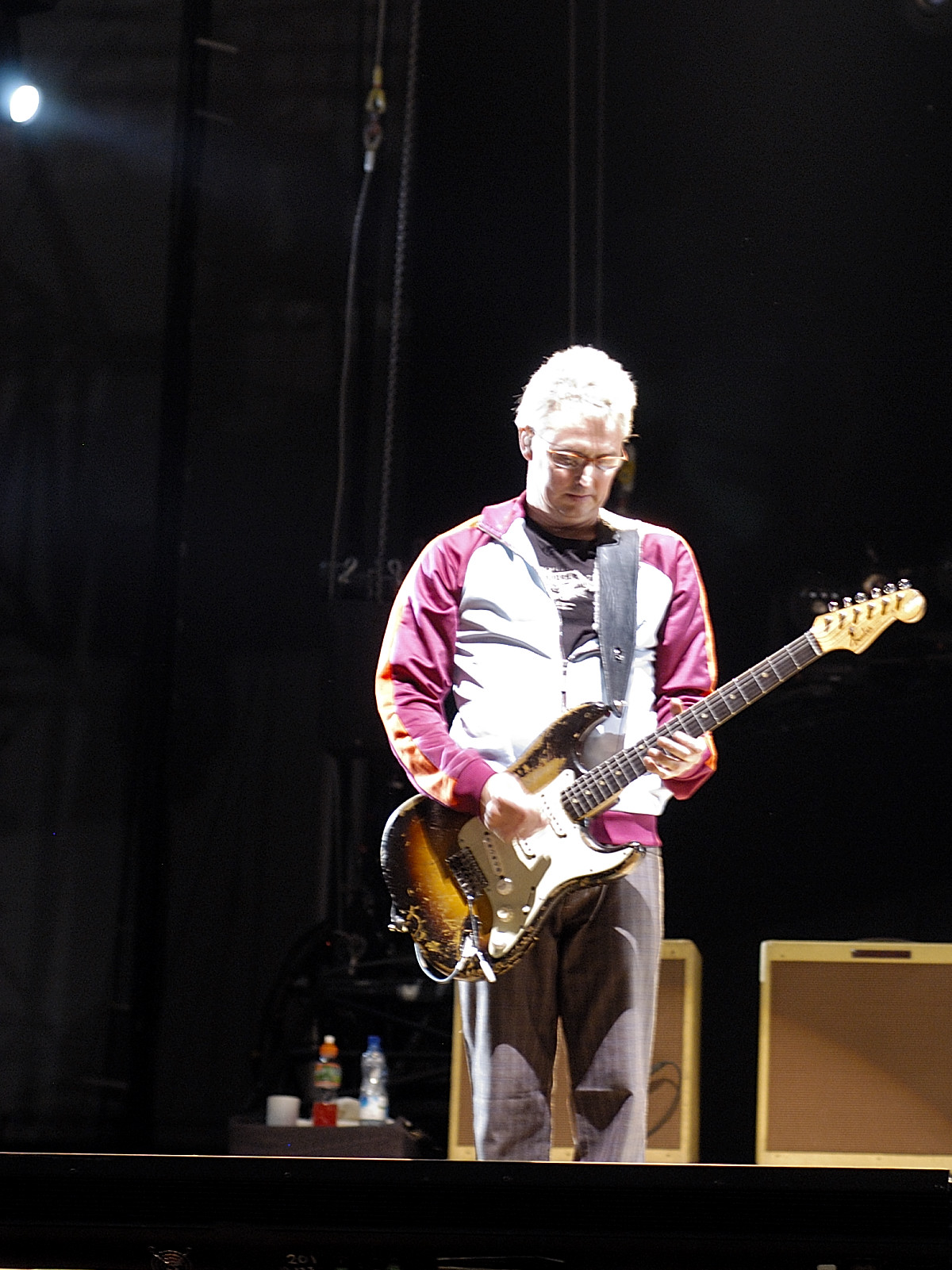
Mike McCready tocando novamente com o Pearl Jam, em 2006.

Durante os anos seguintes, vários rumores afirmavam que, apesar dos grupos originais dos integrantes estarem bastante ocupados, principalmente o Pearl Jam e o Screaming Trees, o Mad Season estava preparando seu segundo álbum.[carece de fontes?]
No final de 1996, foi dito que os instrumentais de canções suficientes para encher dois álbuns já estavam gravados, somente esperando a gravação dos vocais, e que Staley os faria para o primeiro disco enquanto Lanegan tomaria as rédeas no segundo, o que provou não ser verdade. Em 1997, foi afirmado que nem Staley nem Lanegan seriam os vocalistas do grupo e que ele se encontrava reduzido somente a McCready e Martin. McCready afirmou que o grupo continuaria com um novo vocalista, e que já negociava com alguns. Pouco tempo depois foi afirmado que o Mad Season como era conhecido estava acabado e que, Brian Wood, irmão do falecido vocalista do Mother Love Bone Andrew Wood e membro do Hater e Devilhead, supostamente seria o novo vocalista do grupo. Porém, Wood não foi confirmado e em 1998 sai a notícia de que o Mad Season mudaria de nome para Disinformation, substituindo Staley por Lanegan, enquanto os outros membros da banda retornariam, e afirmando que a nova denominação da banda entraria em estúdio em abril daquele ano para gravar vocais e finalizar as faixas, com uma data estimada de lançamento para o outono de 1998. Entretanto, nada foi lançado e o projeto aparentemente desapareceu sem que qualquer sessão tenha sido realizada. Em janeiro de 1999, John Baker Saunders morreu de overdose de heroína. O grupo, especialmente Mike McCready, ficou extremamente triste com a notícia. Apesar de nenhum anúncio oficial ter sido feito, é entendido que o Mad Season/Disinformation acabou após a morte de Saunders.[carece de fontes?]

### Pós-Mad Season/Disinformation
Seguindo a morte de Saunders, McCready retornou os trabalhos com o Pearl Jam e também mais tarde formou um novo projeto paralelo, The Rockfords. Martin brevemente voltou a trabalhar com o Screaming Trees antes de eles também debandarem em 2000. Desde então, trabalhou como músico de estúdio, inclusive gravando com Nando Reis, e ocasionalmente como baterista de turnê para o R.E.M., além de tocar com o guitarrista do R.E.M, Peter Buck, na banda Tuatara, e ter lançado uma carreira solo. Lanegan seguiu com uma carreira solo de relativo sucesso e também trabalhou com a banda de stoner rock Queens of the Stone Age.[carece de fontes?] Staley brevemente reuniu-se com o Alice in Chains no final dos anos 90 antes de desaparecer da mídia permanentemente. Seu corpo foi mais tarde encontrado em seu condomínio em 19 de abril de 2002, vítima de overdose de uma mistura conhecida como speedball, acabando de vez com qualquer esperança de retorno de atividades do grupo.[carece de fontes?]

## Integrantes
| Integrante          | Instrumento        | Período       | Faixas que participou                              |
| ------------------- | ------------------ | ------------- | -------------------------------------------------- |
| Layne Staley        | Vocal Guitarra     | - 1994 - 1995 | - Todas                                            |
| Mike McCready       | Guitarra           | - 1994 - 1999 | - Todas                                            |
| John Baker Saunders | Baixo              | - 1994 - 1999 | - Todas                                            |
| Barrett Martin      | Bateria            | - 1994 - 1999 | - Todas                                            |
| Mark Lanegan        | Vocal              | - 1994 - 1999 | - "Long Gone Day" - "I'm Above"                    |
| Nalgas Sin Carne    | Saxofone Percussão | - 1994 - 1995 | - "Long Gone Day" - "I Don't Want To Be A Soldier" |

## Características musicais

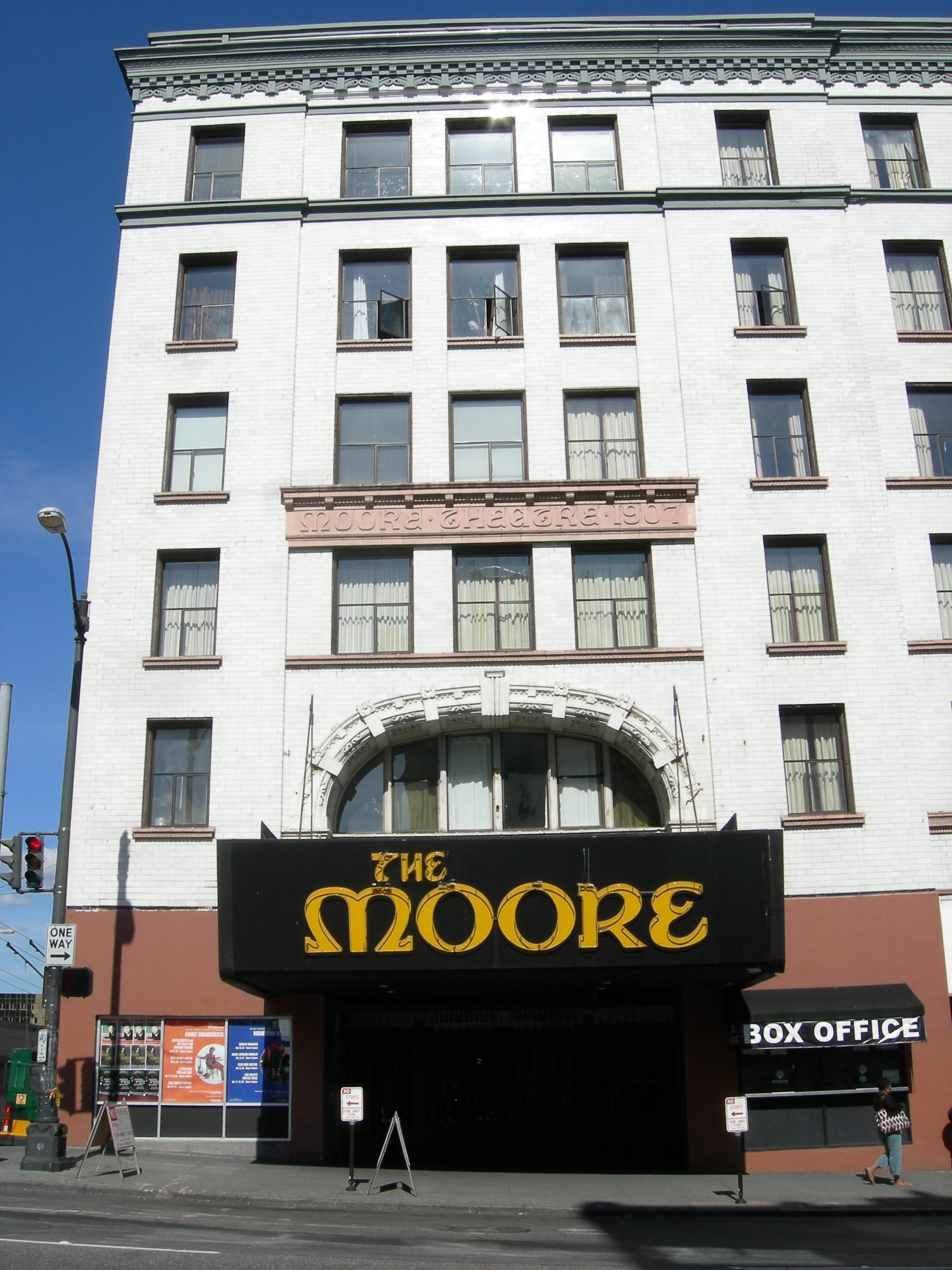
Moore Theatre, em Seattle, onde a banda gravou Live At The Moore em 1995.

O som do Mad Season é categorizado como rock alternativo, hard rock ou mais comumente, grunge, uma vez que a grande parte de seus membros vem de bandas do movimento. A música também foi descrita como "em momentos enérgico e aguerrido como um hard rock, noutros contemplativo e melancólico".[carece de fontes?] Ainda assim, Mike McCready simplesmente descreve a banda como "uma coleção de cinco diferentes influências se juntando para uma causa comum: música".
Por ter suas músicas compostas basicamente por jams, o som do conjunto se afasta do peso do Alice in Chains ou Pearl Jam, e se mostra algo mais como uma mistura de hard rock e blues, evidenciando a influência do baixista John Baker Saunders. É geralmente leve, tranquilo e lento, como "River of Deceit", tendo por vezes partes mais agitadas no meio como em "Wake Up" e "I'm Above". O blues se mostra abertamente em "Artificial Red", enquanto a veia "grunge" da banda aparece principalmente nas canções "X-Ray Mind", "I Don't Know Anything" e "Lifeless Dead", mais agressivas que o resto do material do grupo.[carece de fontes?] Também é experimental, com as batidas tribais e o saxofone de "Long Gone Day" e ao ruído similar a uma cítara de "All Alone", e espontâneo como a instrumental "November Hotel", que "começa enganosamente tranquila, antes de se transformar em uma tempestade rodopiante".
As letras de Staley seguem no tom desesperançoso de seus trabalhos anteriores, com foco autobiográfico, tratando sobre mudanças de atitude sobre o que é importante e o que não é, passando por suicídio, vício em drogas, amor, solidão, entre outros. Em 2015 os membros remascentes do supergrupo retomaram as atividades após 20 anos com Chris Cornell e Duff Mckagan como novos membros.[carece de fontes?]

## Discografia
|Álbuns
- Above

Singles
- "River of Deceit"
- "I Don't Know Anything"
- "Long Gone Day"

Ao Vivo
- Live at the Moore

Coletâneas
- "I Don't Wanna Be A Soldier" em Working Class Hero: A Tribute to John Lennon
- "River Of Deceit" ao vivo em Bite Back: Live At the Crocodile Cafe